# Walki pod Darnicą
Bitwa pod Darnicą – bitwa polskich żołnierzy obrony przeciwlotniczej stoczona 8 kwietnia 1944 roku o stację i węzeł kolejowy Darnica, podczas II wojny światowej.

## Przebieg
W marcu 1944, zgodnie z rozkazem dowódcy Armii Polskiej gen. dyw. Zygmunta Berlinga nr 038, jednostki polskie przegrupowywały się transportem kolejowym na Ukrainę w rejon Żytomierza i Berdyczowa. 23 marca 1 samodzielny dywizjon artylerii przeciwlotniczej pod dowództwem ppłk. Włodzimierza Sokołowskiego, w składzie: dowództwo i sztab, 1 bateria (dowódca – por. Iwan Kononienko; 4 armaty plot. kalibru 37 mm), 3 bateria (dowódca – por. Mikołaj Aripowski; 4 armaty plot. kalibru 85 mm), pluton plot. karabinów maszynowych (dowódca – ppor. Jakub Łubski; 5 pkm kalibru 12,7 mm), załadowany na transport operacyjny nr 15046 na stacji Poczynek, przemieszczał się po trasie: Smoleńsk, Briańsk, Darnica (przedmieścia Kijowa). 7 kwietnia w południe dywizjon przybył do Darnicy. Na stacji stało wiele transportów operacyjnych, czekając na swoją kolejkę przeprawy na zachodni brzeg Dniepru.
Było jeszcze widno 7 kwietnia, gdy w obronie przeciwlotniczej Kijowa i Darnicy zarządzono alarm przeciwlotniczy. Nad Darnicą przeleciały dwa niemieckie samoloty rozpoznawcze Focke-Wulf Fw 187 na wysokości około 7000 m, wykonały zakręt i odleciały na zachód.  
W nocy z 7 na 8 kwietnia o 0:45 nad Darnicą pojawiło się około 50 niemieckich bombowców Junkers Ju 88 i rozpoczęło bombardowanie węzła kolejowego i znajdujących się na nim transportów wojskowych. Dywizjony: sowiecki i polski otworzyły ogień. Mimo ośmiu bezpośrednich trafień bomb w wagony kolejowe, przeciwlotnicy prowadzili skuteczny ogień zaporowy z dział i karabinów maszynowych. Strącono 2 niemieckie samoloty i trzy bomby  oświetlające.
Straty dywizjonu: 45 poległych i zmarłych z ran, 7 zaginionych, 53 rannych; zniszczone – armata plot. kalibru 85 mm, 2 armaty plot. kalibru 37 mm, plot. karabin maszynowy kalibru 12,7 mm, przyrząd do kierowania ogniem artylerii plot. PUAZO-3.
Walki żołnierzy polskich pod Darnicą  zostały upamiętnione na Grobie Nieznanego Żołnierza w Warszawie, napisem na jednej z tablic w okresie lat 1945–1990:  "DARNICA  8 IV 1944".

## Polegli i zmarli z ran[6]
1. Kan. Jan Albin, ur. 1911, s. Marcina – szofer
2. Bomb. Bazyli Andruszczyszyn, ur. 1919, s. Michała – obsługa działa
3. Ogn. Bolesław Józef Balcer, ur. 1909, s. Władysława – szef 1 baterii,
4. Por. Stanisław Bednarz, ur. ?, s. Jana – szef łączności dywizjonu
5. Kpr. Karol Bers, ur. 1913, s. Piotra – mechanik traktorowy
6. Kan. Ryszard Bober, ur. 1922, s. Franciszka – traktorzysta
7. Kan. Stanisław Brodzki, ur. 1922, s. Antoniego – zwiadowca
8. Kan. Józef Bukatko, ur. 1919, s. Adama – obsługa działa
9. Kan. Jan Cap, ur. 1909, s. Teodora – zwiadowca
10. Kpr. Berko Ferdman, ur. 1919, s. Sendera – celowniczy
11. Bomb. Izaak Geninder, ur. 1919, s. Józefa – obsługa ckm
12. Kpr. Justyn Gesewicz, ur. 1918, s. Jana – obsługa działa
13. Kan. Konstanty Góralski, ur. 1908, s. Mariana – obsługa działa
14. Kpr. Stefan Helu, ur. 1919, s. Aleksandra – zastępca dowódcy drużyny ckm
15. Kan. Jerzy Jemiec, ur. ?, s. Michała – dalmierzysta
16. Kan. Zdzisław Kalinka, ur. 1926, s. Michała – obsługa działa
17. Kpr. Ignacy Karliński, ur. 1923, s. Adolfa – obsługa ckm
18. Bomb. Stanisław Klimek, ur. 1925, s. Antoniego – obsługa działa
19. Por. Iwan Kononienko, ur. 1920, s. Aleksandra – dowódca 1 baterii
20. Kan. Lidia Krupicka, ur. 1920, c. Fiodora – dalmierzysta
21. Kan. Demian Kukura, ur. 1919, s. Bazylego – obsługa działa
22. Kpr. Michał Kurczewski, ur. 1911, s. Wincentego – dowódca drużyny ckm
23. Kpr. Jan Leonowicz, ur. 1924, s. Marcina – telefonista
24. Bomb. Kazimierz Łojek, ur. 1920, s. Stanisława – starszy telefonista
25. Kan. Arnold Malson, ur. 1922, s. Michała – szofer
26. Bomb. Paweł Nikoniuk, ur. 1917, s. Andrzeja – obsługa działa
27. Bomb. Władysław Norman, ur. 1920, s. Aleksandra – celowniczy
28. Bomb. Bolesław Nowogoński, ur. 1921, s. Alberta – traktorzysta
29. Kan. Michał Olszewski, ur. 1919, s. Aleksandra – dalmierzysta
30. Kan. Tadeusz Palczewski, ur. 1921, s. Jana – traktorzysta
31. Kan. Tadeusz Polak, ur. 1924, s. Piotra – obsługa działa
32. Kpr. Szczepan Probala, 1919, s. Marcina – obsługa działa
33. Kpr. Michał Przybysz, ur. 1912, s. Jana – instruktor chemiczny
34. Kpr. Tadeusz Rogowski, ur. 1919, s. Adolfa – dowódca działonu
35. Plut. Mieczysław Roszkowski, ur. 1918, s. Jana – zastępca dowódcy plutonu ds. politycznych
36. Kpr. Adolf Różycki, ur. 1917, s. Stefana – starszy telegrafista
37. Kpr. Witalis Rutkowski, ur. 1918, s. Kazimierza – radiotelegrafista
38. Kan. Bernard Jan Schier, ur. 1917, s. Edwarda – obsługa ckm
39. Kpr. Józef Socha, ur. 1920, s. Józefa – dowódca działonu
40. Bomb. Paweł Stankiewicz, ur. 1919, s. Błażeja – obsługa ckm
41. Kpr. Stanisław Szklarzewski, ur. 1919, s. Dominika – dowódca drużyny ckm
42. Kan. Bronisław Szumacher, ur. 1920, s. Mariana – telefonista
43. Bomb. Józef Świderski, ur. 1909, s. Gawryła – obsługa działa
44. Ogn. Witold Turczewski, ur. 1918, s. Franciszka – rusznikarz
45. Kan. Eugeniusz Zakrzewski, ur. 1917, s. Bolesława – obsługa działa

## Upamiętnienie
Szkoła Podstawowa nr 4 w Piastowie nosi imię Bohaterów spod Darnicy.